# Cephalotes insularis
Cephalotes insularis é uma espécie de inseto do gênero Cephalotes, pertencente à família Formicidae.